# Dysaphis incognita
Dysaphis incognita är en insektsart. Dysaphis incognita ingår i släktet Dysaphis och familjen långrörsbladlöss. Inga underarter finns listade i Catalogue of Life.